# Іноуе Каорі
Іноуе Каорі  (яп. 井上 香織, 21 жовтня 1982) — японська волейболістка, олімпійська медалістка.

## Виступи на Олімпіадах
| Олімпіада   | Дисципліна | Місце |
| ----------- | ---------- | ----- |
| Лондон 2012 | волейбол   | 3     |